# Molly Malone – Balade irlandaise
Pour les articles homonymes, voir Molly Malone et Balade irlandaise.
Albums de Renaud
Rouge Sang
(2006) Le Plein de super
(2010)
Singles
1. Vagabond
Sortie : Octobre 2009
2. Incendie
Sortie : 2009

Molly Malone – Balade irlandaise est le 15e album studio du chanteur Renaud, sorti le 23 novembre 2009. 
Il s'agit d'un album d'adaptation de chansons irlandaises, souvent folkloriques. C'est le quatrième album où Renaud reprend des chansons d'autres artistes, après Le P'tit Bal du samedi soir et autres chansons réalistes, Renaud cante el' Nord et Renaud chante Brassens.

## Genèse de l'album
Renaud découvre l'Irlande pour la première fois en 1985-1986, pour tourner une émission de télévision avec Michel Denisot et Michel Sardou,. Il est alors touché par la beauté des paysages du Connemara et par le peuple irlandais. En 1991, il enregistre l'album Marchand de cailloux à Londres sur lequel figure déjà La Ballade nord-irlandaise, adaptation de la chanson traditionnelle The Water Is Wide (en). C'est à cette époque qu'il se constitue une discothèque de musiques traditionnelles irlandaises.
En 1997, Renaud part faire une tournée dans les pubs irlandais, notamment dans les villes de Shannon, Cork, Galway, Limerick, Dublin ou encore Belfast, avec pour seule promo une affiche sur la vitrine du bar, comme à Limerick où le patron annonce « Tonight: Renaud, French gipsy political troubadour » (Ce soir : Renaud, troubadour politique franco-manouche).
En 2007, il entreprend la conception de Molly Malone. Il sélectionne alors 12 chansons irlandaises qu'il affectionne puis demande à un ami anglophone, Henri Lœvenbruck, de lui traduire les textes. Il adapte ensuite les textes à sa façon, s'éloignant parfois du sens original comme pour la chanson À Carlingford, ou Molly Malone dans laquelle il transforme la jeune vendeuse de « coques et de moules » en vendeuse de « lilas et de roses » et s'en explique : « Ce n'était pas très joli en français, des coques et des moules, c'est donc devenu « des lilas, des roses » ». Deux ans plus tard, Renaud part enregistrer à Dublin, au studio Windmill Lane, en compagnie entre autres de Geoffrey Richardson, qui avait déjà collaboré avec lui sur les albums Marchand de cailloux, À la Belle de Mai et qui l'avait accompagné durant la Tournée Rouge Sang, et de Terry Woods, guitariste des Pogues.

## Liste des titres
| 1.    | Vagabonds                  | North by North (John Paul O'Connor)                                    | 3:36 |
| 2.    | Belfast Mill               | Aragon Mill (Si Kahn)                                                  | 3:40 |
| 3.    | Johnston's Motor Car       | Johnston's Motor Car (Traditionnel)                                    | 2:32 |
| 4.    | Je reviendrai...           | Sailing Home (Dermot O'Brien)                                          | 3:32 |
| 5.    | Adieu à Rhondda            | Farewell to the Rhondda (Frank Hennessy)                               | 2:53 |
| 6.    | La Fille de Cavan          | Cavan Girl (Thomas Moore)                                              | 3:14 |
| 7.    | Te marie pas, Mary !       | Don't Get Married, Girls (Leon Rosselson)                              | 3:32 |
| 8.    | À Carlingford              | Carlingford (Danny Carthy)                                             | 3:32 |
| 9.    | La Ballade nord-irlandaise | The Water Is Wide (Traditionnel popularisé entre autres par Fred Neil) | 4:31 |
| 10.   | Dubliners                  | Dubliners (David McDonagh)                                             | 4:16 |
| 11.   | Willie McBride             | No Man's Land (Eric Bogle)                                             | 7:33 |
| 12.   | Incendie                   | Campfire in the Dark (Paddy Houlahan)                                  | 3:38 |
| 13.   | Molly Malone               | Molly Malone (Traditionnel)                                            | 2:54 |
| 49:23 |                            |                                                                        |      |

## Personnel

### Musiciens
Enregistrements aux studios Windmill Lane (Dublin) :
- Emer Mayock : fiddle, flûtes, Irish tin whistles, low whistles
- Pete Briquette : basse, guitare, piano
- Paul Harrigan : Uilleann pipes, accordéons
- Robbie Harris : percussions irlandaises, bodhrán, os, shaker, military snare, tambour de basque
- Geoffrey Richardson : guitares, mandoline, cuatro, violon, alto, violoncelle
- Terry Woods : guitares à 6 et 12 cordes, banjo à 5 cordes, bouzouki, mandoline
- Barney McKenna : banjo tenor
- Glen Hansard : guitare sur la chanson La Ballade nord-irlandaise
- Alastair McMillan : enregistrement
- Anna Ralph et Ian McNulty : assistants

Enregistrements à Paris :
- Laurent de Gaspéris : chœurs
- Henri Lœvenbruck : chœurs
- Ramon Pipin : chœurs
- Thomas Noton : piano sur la chanson Je reviendrai..., guitare sur la chanson À Carlinford, enregistrement et mixage de la voix de Renaud
- Cyril Noton : enregistrement des chœurs

### Réalisation
- Pete Briquette : réalisation, arrangements et mixage
- Thomas Davidson Noton : coréalisation et production exécutive
- Tony Frank : photos
- Gérard Lo Monaco et Emma Giuliani (Studio de graphisme "Les Associés réunis") : artwork

## Classements et certifications
| Pays                | Meilleure position | Certification |
| ------------------- | ------------------ | ------------- |
| France              | 1                  | 2 × Platine   |
| Belgique (Wallonie) | 4                  |               |
| Suisse              | 34                 |               |